# Kevin Padian
Kevin Padian (* 12. März 1951 in Morristown, New Jersey) ist ein US-amerikanischer Wirbeltier-Paläontologe.
Er studierte an der Colgate University mit dem Bachelor-Abschluss 1972 und dem Master of Arts in Teaching (MAT) 1974. Er wollte zunächst Lehrer werden und unterrichtete auch. Später ging er an die Yale University, wo er seinen Master-Abschluss (MPhil) 1978 in Paläontologie machte und 1980 in Biologie promoviert wurde. Sein Dissertationsthema trug den Titel Paleobiology of lower vertebrates. Seit 1980 war er Kurator im Museum für Paläontologie der University of California, Berkeley und wurde dort Professor für Integrative Biologie.
Er befasste sich mit der Entstehung von Hauptlinien evolutionärer Entwicklung wie der des Fluges bei Dinosauriern, die dem Ursprung der Vögel nahestehen, mit Pterosauriern, Änderung der Landwirbeltierfauna an der Grenze Trias zu Jura (Entstehung der Dinosaurier), der Interpretation der Fußspuren von Dinosauriern (mit Rückschlüssen auf ihre Fortbewegungsart), Mikrostruktur von Dinosaurierknochen (mit Rückschlüssen auf Funktion, Wachstum, Alter, Ernährung u. a.).
Er ist aktiv in Initiativen zur Eindämmung privater (oft professionell betriebener) Fossilsuche in den USA.
2007 wurde er Fellow der American Association for the Advancement of Science. Padian wurde für den Dokumentarfilm Judgment Day: Intelligent Design on Trial interviewt.

## Schriften
- als Herausgeber: The Origin of Birds and the Evolution of Flight, California Academy of Science 1986
- als Herausgeber: The Beginning of the Age of Dinosaurs: Faunal Change Across the Triassic-Jurassic Boundary, Cambridge University Press 1986
- Herausgeber mit Philip J. Currie: Encyclopedia of Dinosaurs, Academic Press 1997
- Herausgeber mit Ellen-Therese Lamm: Bone Histology of Fossil Tetrapods: Advancing Methods, Analysis, and Interpretation, University of California Press 2013
- Dinosaur Physiology (mit John Horner), Basal Avialae, in Weishampel, Osmolska, Dodson The Dinosauria, University of California Press, 2. Auflage 2004